# جون نوكس (لاعب كرة قدم أسترالية)
جون نوكس (بالإنجليزية: John Knox)‏ هو لاعب كرة قدم أسترالية أسترالي، ولد في 4 يوليو 1941.

## وصلات خارجية
- جون نوكس على موقع AustralianFootball.com (الإنجليزية)
- جون نوكس على موقع AFLtables.com (الإنجليزية)